# Conilera cylindracea
Conilera cylindracea is een pissebed uit de familie Cirolanidae. De wetenschappelijke naam van de soort is voor het eerst geldig gepubliceerd in 1804 door Montagu.